# Lamentació (Petrus Christus, Nova York)
La Lamentació de Petrus Christus en el Museu Metropolità d'Art a Nova York és una petita pintura a l'oli (25,4 × 34,9 cm), sobre plafó de fusta de roure. Del mateix tema, Petrus Christus també va pintar una Lamentació, una gran pintura (98 × 188 cm) que es manté en els Museus Reials de Belles Arts de Bèlgica a Brussel·les, i una Pietà, una petita pintura (38 × 30 cm) en el Museu del Louvre de París, la seva atribució és indiscutible.

## La lamentació en el cicle de la Passió de Crist
La lamentació és un episodi de la Passió de Crist que es realitza al seu final. Succeeix després de la davallada de la creu i abans del seu enterrament.
En el viacrucis de l'Església Catòlica l'episodi apareix a la tretzena o penúltima estació. En l'escena de lamentació (Lluc 23:49 o Joan 19:38:2) es troben Crist, Maria, mare de Jesús, Les Tres Maries: Maria de Cleofàs, Maria Magdalena i Maria Salomé, l'apòstol Joan i amb freqüència d'altres persones que havien estat prèviament presents al peu de la creu, com Josep d'Arimatea i Nicodem. Des de l'edat mitjana i fins al Renaixement, també podien incloure's els donants, o els sants patrons de l'església per a la que es va encarregar l'obra.
Quan la iconografia destaca la imatge solitària de Maria amb el seu fill Jesús damunt la seva falda se'l pot nomenar aquest grup com una Pietat o «Mater dolorosa». Per contrast la lamentació mostra una escena més àmplia amb l'aparició d'altres personatges.

## Descripció
La Lamentació del Museu Metropolità, va ser probablement, per les seves petites dimensions, realitzada per a devoció privada. Aquesta pintura descriu la lamentació en correspondència amb l'Evangeli de Joan on hi ha l'única història que compta l'episodi amb la presència simultània de Josep d'Arimatea i Nicodem. Tots dos sostenen el cos de Crist pel cap i els peus, mentre que Maria Magdalena i l'apòstol Joan estan sostenint la Verge Maria. L'actitud de Maria cap al seu fill crucificat, posa de relleu els temes de la compassió i la co-redempció, on la Verge sent l'empatia dels turments de Crist i comparteix la seva funció de Redemptor.

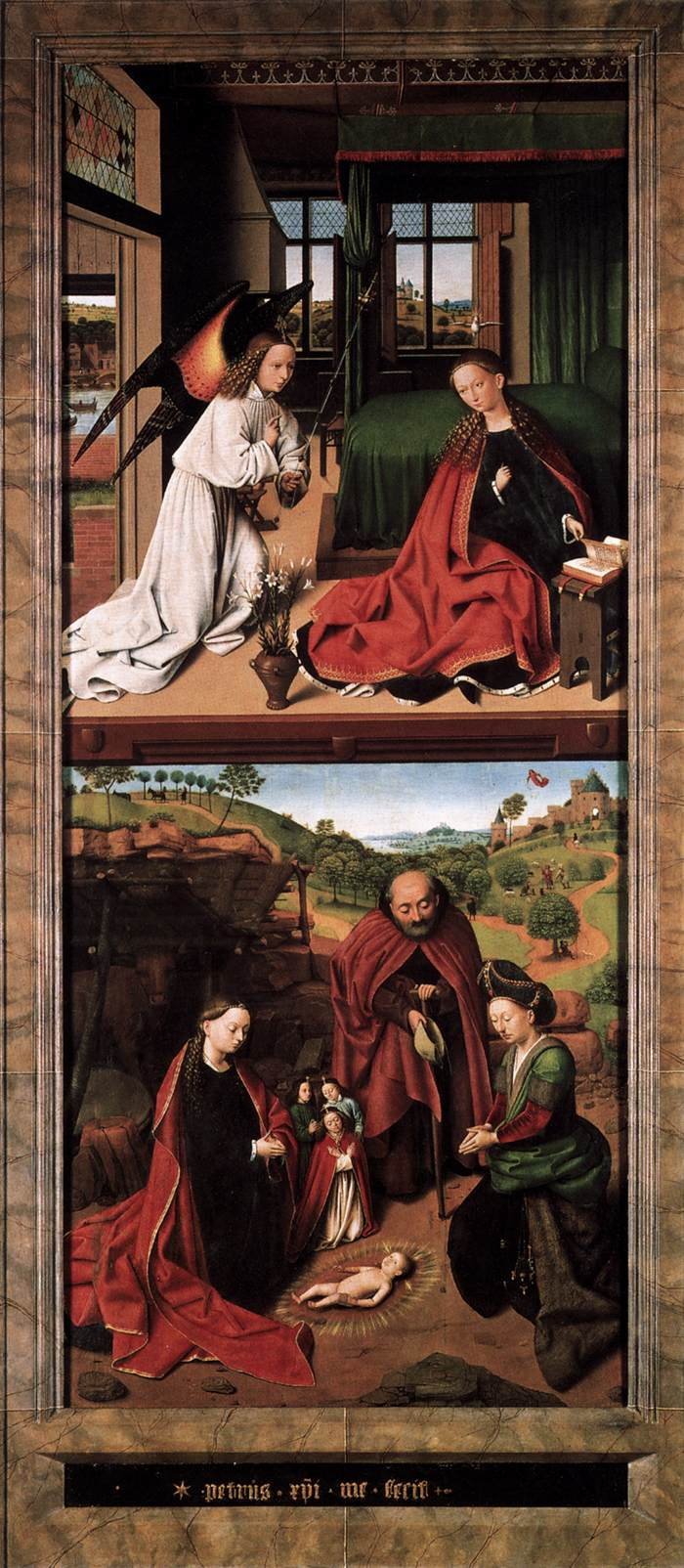
Anunciació i Nativitat (1452), per Petrus Christus Gemäldegalerie, Berlín.

Els personatges secundaris de la composició, Josep d'Arimatea en l'esquerra i Nicodem en la dreta, són objecte d'una atenció especial. Disposats en el primer pla, Petrus Christus invita l'espectador, d'acord amb el joc de la passió de l'època, a identificar Nicodem que li va dir a Josep d'Arimatea: «Tu subjecta pel cap, jo ho subjectaré pels peus». La intimitat de l'escena en primer pla i la falta de desenvolupament espacial fan d'aquesta pintura un "«quadre viu»".
Els personatges, els tipus de cares, les draperies de les vestimentes són a similars a l'Anunciació i la Nativitat de 1452, conservats a Gemäldegalerie (Berlín). La disposició dels personatges és similar a la de la Nativitat, i algunes figures prenen els mateixos posats.

## Data
Els estudis de la reflectografia infrarroja indueixen una datació cap a 1450. El disseny subjacent dels personatges es basa en línies de paral·leles ajustades, tècnica emprada per Christus en aquest període. La Lamentació és probablement anterior a les obres de Berlín, on els efectes de volum han estat previstes a nivell de dibuix subjacent mitjançant un ratllat encreuat. Altres propostes de datació, amb base de consideracions de l'estil o del tema, han estat realitzades pels historiadors de l'art. Alguns autors l'han datat dels anys 1440, 1450 i 1460. Encara que probablement destinada, per les seves petites dimensions, a una devoció particular, la lamentació va poder haver format part d'un retaule més gran compost de múltiples panells que representaven el cicle de la Passió.
La taula de l'obra es va reduir en un determinat moment de la seva història, potser durant la seva inserció en un nou marc . Que va haver de fer-se molt aviat després de la seva execució, perquè les còpies de principis del segle xvi ja tenen aquest format.

## Còpies
Dues còpies de la pintura, des del taller d'Adriaen Isenbrant o Ambrosius Benson, van ser realitzades a començaments del segle xvi. Una d'aquestes còpies es troba a Las Hormazas, Espanya, a l'església de San Esteban; aquesta còpia espanyola, segons Joel M. Upton, forma part d'un tríptic, el panel del qual de l'esquerra representa Sant Antoni i un donant, com també es troba en l'altar de Christus a Copenhaguen. Upton suggereix que la Lamentació del MET és possiblement una versió més petita del panel principal d'un retaule del qual només queda el panel de Copenhaguen.
Una altra còpia va ser venuda per Sotheby's a Londres el 8 d'abril de 1981.Georges Marlier «Beweinung Ysenbrants nach Petrus Christus» (en alemany). Weltkunst, 25, 01-03-1955, pàg. 12., Es va publicar una fotografia de la taula adquirida per la galeria Heuvel i atribuïda al pintor Adriaen Isenbrant.
La taula va poder ser exportada a Itàlia on va ser inspiració d'un relleu en marbre d'Antonello Gagini per a la catedral de Palerm a Sicília. La seva Lamentació datada per l'autor el 1507 és una composició híbrida tant de la Lamentació de Nova York com de la de Brussel·les. Es recalca, sobretot, la composició ovalada del grup de personatges.

## Altres lamentacions de Christus
La Lamentació del Museu Metropolità d'Art de Nova York, és diferent de les altres dues lamentacions atribuïdes a Petrus Christus, i la comparació d'aquestes obres, amb un intent de filiació o de no afiliació a l'obra de Jan van Eyck, és parcialment a causa de les diverses opinions dels historiadors de l'art en la data de creació. Per una altra banda, amb relació a la Pietà o Lamentació del Louvre, la fitxa del museu assigna la taula en lloc del pintor Petrus Christus a algú pintor del seu entorn, potser imitant l'art del sud d'Itàlia, i que seria l'autor de diverses altres obres atribuïdes abansa Christus, de vegades nomenat «Mestre de la Crucifixió de Dessau». La Lamentació de Brussel·les, mostra la influència de Rogier van der Weyden. Els personatges principals reflecteixen les figures centrals del El devallament de la Creu del Museu del Prado a Madrid. L'escena es col·loca davant d'un vast paisatge en el qual Jerusalem es representa com una ciutat flamenca a la fi de l'edat mitjana. El paisatge és més detallat, els personatges són més nombrosos; a més a més de les persones que tradicionalment estan presents hi ha un parell de persones entristides a la dreta de la taula.

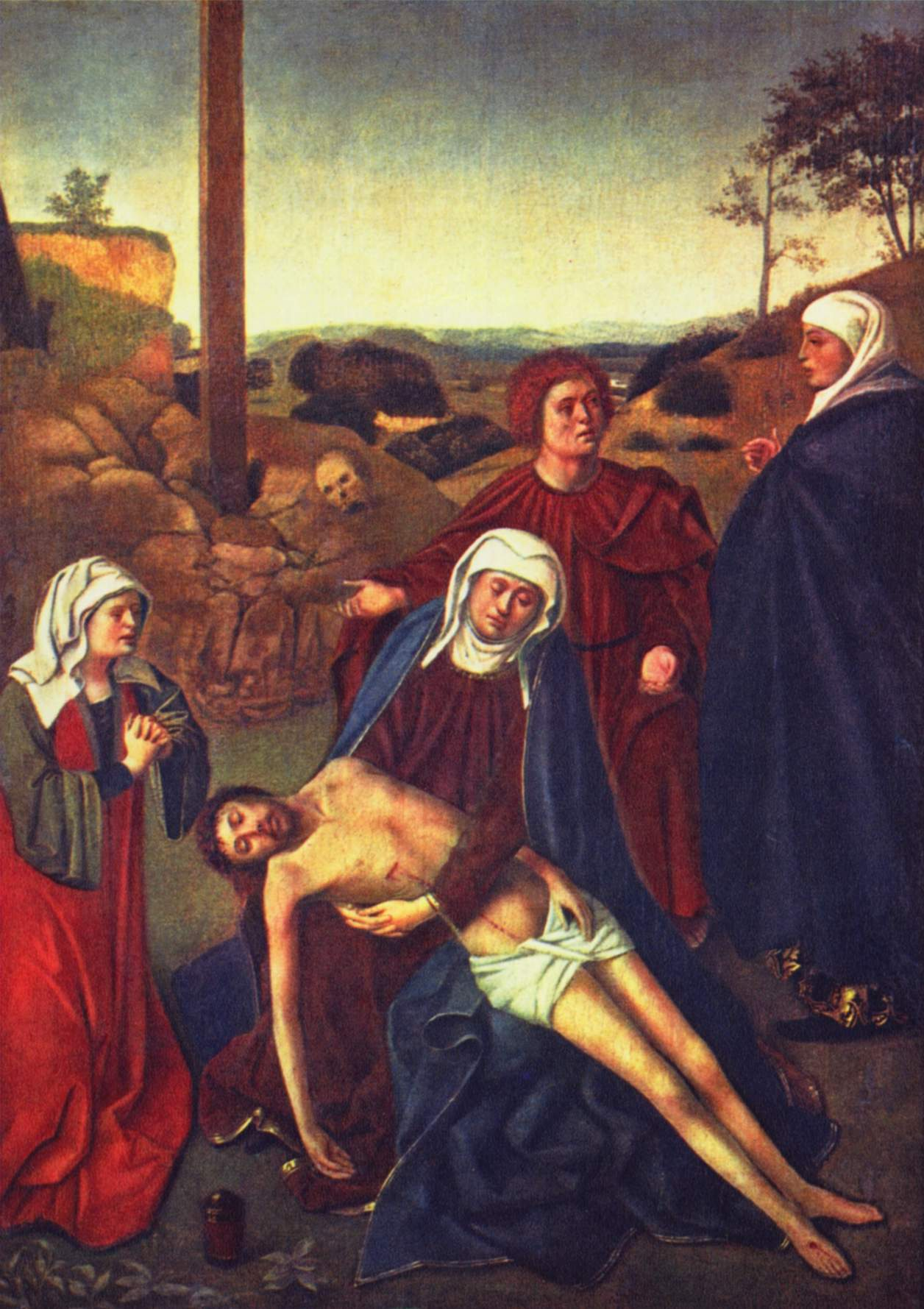
Pietà, Museu del Louvre
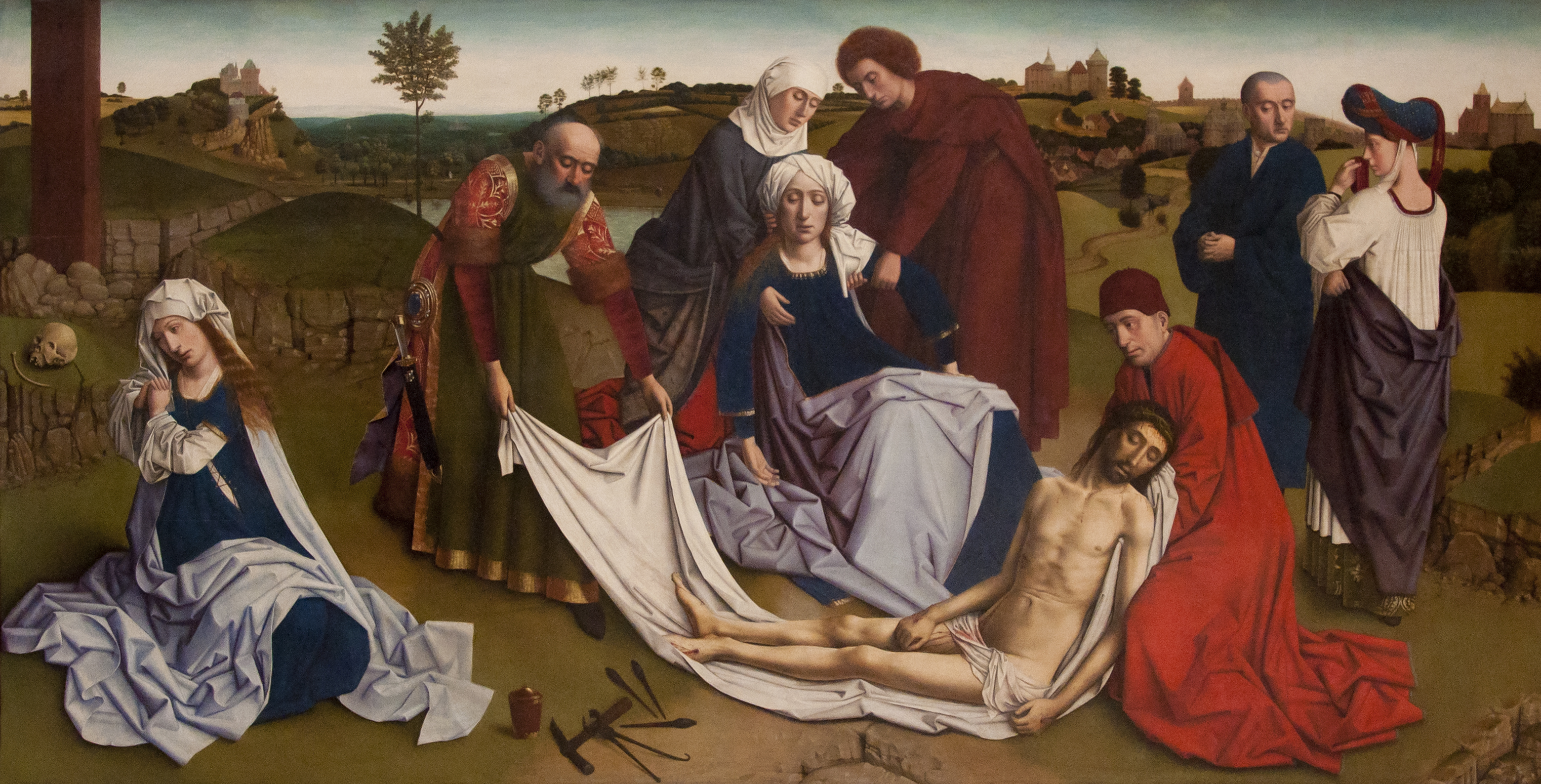
Lamentació, Brussel·les